# Лі Еванс
Лі Едвард Еванс (англ. Lee Edward Evans; нар. 25 лютого 1947 — пом. 19 травня 2021) — американський легкоатлет, який спеціалізувався в бігу на короткі дистанції.

## Із життєпису
Дворазовий олімпійський чемпіон-1968 з бігу на 400 метрів та в естафеті 4×400 метрів.
Потрапив до заявки американської збірної на Олімпіаду-1972 в естафеті 4×400 метрів, проте збірна США не змогла виставити команду на Іграх через відсторонення вже впродовж Ігор двох інших членів естафетної команди Вінсента Метьюза та Вейна Коллетта.
Чемпіон Панамериканських ігор-1967 з бігу на 400 метрів та в естафеті 4×400 метрів.
Екс-рекордсмен світу з бігу на 400 метрів, а також в естафетах 4×220 ярдів та 4×400 метрів.
Першим в історії «вибіг» на 400-метрівці з 44 секунд (43,86). Цей результат протримався світовим рекордом майже 20 років.
По завершенні спортивної кар'єри працював тренером. У 2014 був дискваліфікований (відсторонений від тренерської діяльності) на 4 роки за спонукання неповнолітньої підопічної до вживання допінгу.
Помер, маючи 74 роки.

## Основні міжнародні виступи
| Рік  | Змагання             | Місто    | Місце            | Дисципліна | Примітки         |
| ---- | -------------------- | -------- | ---------------- | ---------- | ---------------- |
| 1967 | Панамериканські ігри | Вінніпег | 1                | 400 м      |                  |
| 1967 | 1                    | 4×400 м  |                  |            |                  |
| 1968 | Олімпійські ігри     | Мехіко   | 1                | 400 м      | Відео на YouTube |
| 1968 | 1                    | 4×400 м  | Відео на YouTube |            |                  |

## Визнання
- Член Зали слави легкої атлетики США (1983)[4]
- Член Олімпійської зали слави США (1989)[5]